# Domocao Alonto
Ahmad Domocao Alonto (Ditsaan-Ramain, 1 augustus 1914 - Marawi, 11 december 2002) was een Filipijns politicus.

## Biografie
Domocao Alonto werd geboren op 1 augustus 1915 in Ditsaan-Ramain in de Filipijnse provincie Lanao. Hij was een zoon van Sultan Alauya Alonto en Bai Bariga Alangadi. Zijn moeder was een directe afstammeling van Muhammad Kudarat, de Sultan van Maguindanao en zijn vader was senator kort voor de oprichting van het Gemenebest van de Filipijnen. Alonto voltooide in 1938 een bachelor-opleiding rechten aan de University of the Philippines en slaagde in december van hetzelfde jaar voor het het toelatingsexamen van de Filipijnse balie. Nadien was hij werkzaam als advocaat.
Van 1942 tot 1943 was Alonto burgemeester van Dansalan in Lanao. Aansluitend was hij tot 1944 gouverneur van Lanao. Van 1948 tot 1949 was Alonto technisch adviseur van de Filipijnse president. Bij de verkiezingen van 1953 werd Alonto namens Lanao gekozen in het Filipijns Huis van Afgevaardigden. Aansluitend op zijn termijn in het Huis werd hij bij verkiezingen van 1955 gekozen in de Senaat van de Filipijnen met een termijn tot 1961. In 1971 was hij een van de leden van de Constitutionele Conventie, waar de Filipijnse Grondwet van 1972 werd vastgelegd. Na de val van Marcos was Alonto een van de leden van de Constitionele Commissie die de Grondwet van 1987 ontwierpen. Bij beide gelegenheden zette Alonto zich tevergeefs in voor meer autonomie voor de moslims in het zuiden van de Filipijnen.
Alonto overleed in 2002 op 88-jarige leeftijd aan de gevolgen van kanker. Hij was getrouwd met Bai Mohmina Malawani Alonto en kreeg met haar acht kinderen.